# Подгаевка
Подгаевка — село в Миллеровском районе Ростовской области. Входит в состав Титовского сельского поселения.

## География
Расположено недалеко от границы с Украиной.

### Улицы
- ул. Горная,
- пер. Луганский,
- пер. Меловой.

## Население
| 2010 |
| ---- |
| 34   |